# Citellophilus tesquorum
Citellophilus tesquorum är en loppart som först beskrevs av Wagner 1898.  Citellophilus tesquorum ingår i släktet Citellophilus och familjen fågelloppor.

## Underarter
Arten delas in i följande underarter:
- C. t. tesquorum
- C. t. ciscaucasicus
- C. t. mongolicus
- C. t. transvolgensis